# Kaapse dwerguil
De Kaapse dwerguil (Glaucidium capense) is een vogel uit de familie van de uilen.

## Verspreiding en leefgebied
Deze soort komt voor in westelijk Afrika en in zuidelijk Afrika en telt vijf ondersoorten:
- G. c. etchecopari: Liberia en Ivoorkust.
- G. c. castaneum:  noordoostelijk Congo-Kinshasa en zuidwestelijk Oeganda.
- G. c. scheffleri: zuidelijk Somalië, oostelijk Kenia en noordoostelijk Tanzania.
- G. c. ngamiense: van zuidoostelijk Congo-Kinshasa en westelijk Tanzania tot Angola, Botswana en Mozambique.
- G. c. capense: van zuidelijk Mozambique tot Zuid-Afrika.